# Giáo hoàng Grêgôriô XIII
Grêgôriô XIII (tiếng Latinh: Gregorius XIII, tiếng Anh: Gregory XIII) là vị giáo hoàng thứ 226 của Giáo hội Công giáo Rôma. Theo niên giám Tòa Thánh năm 1806 thì ông đắc cử Giáo hoàng năm 1572 và ở ngôi Giáo hoàng trong 12 năm 10 tháng 28 ngày. Niên giám Tòa Thánh năm 2003 xác định ông đắc cử Giáo hoàng ngày 13 tháng 5 năm 1572, đăng quang ngày 25 tháng 5 năm 1572 và ngày kết thúc triều đại của ông là ngày 10 tháng 4 năm 1585. Giáo hoàng Grêgôriô XIII gắn liền với sự ra đời của lịch Gregory.

## Trước khi thành giáo hoàng
Giáo hoàng Gregorius XIII sinh tại Bologna ngày 7 tháng 1 năm 1502 với tên thật là Ugo Boncompagni. Ông đã có một con trai ngoài giá thú trước khi ông trở thành giới chức của tòa thánh.
Sau khi học giáo luật và luật dân sự ở đại học Bologne, ông vào giáo triều Rôma năm 1539. Phaolô III đã giao cho ông các chức vụ thảo văn thư của Văn phòng chưởng ấn tòa thánh và thẩm trình viên của Tòa án tối cao pháp viện Tòa thánh.
Năm 1545, ông tham dự công đồng Trentô với tư cách là luật gia. Năm 1558, ông được bổ nhiệm làm Giám mục và phải được thụ phong linh mục trước. Năm 1566, ông được bổ nhiệm làm thư ký phòng đoản sắc Giáo hoàng.

## Giáo hoàng
Ông được bầu làm Giáo hoàng khi đức Piô V qua đời vào năm 1572. Đây là một trong những cơ mật viện ngắn nhất chỉ kéo dài có 1 ngày.

### Cải cách giáo hội
Ông là một nhà cải cách nổi tiếng.
Ông cho mở các chủng viện ở Vienna, Prague, Gratz và Nhật Bản. Gregorius đặc biệt quan tâm đến việc thiết lập chủng viện và đại học công giáo. Collegium Romanum và Collegium Germanicum do thánh Inhaxu Loyola và thánh Phanxico Borgia sáng lập nay được Giáo hoàng bảo trợ và ban nhiều đặc ân.
Riêng Collegium Romanum được biến thành học viện quốc tế, mang tên đại học Gregoriana (1582), nơi có nhiều vị giáo sư danh tiếng được cử đến dạy và cũng là nơi nhiều sinh viên ưu tú từ các nước được đào tạo.
Để tiếp tục thực hiện công cuộc cải cách, Giáo hoàng Gregorius III yêu cầu các Giám mục phải giữ luật nhiệm sở và cắt đặt nhiều khâm sứ thường trực bên các chính quyền ở nhiều quốc gia nhằm kiểm soát việc thực thi các sắc lệnh công đồng.
Đối với anh em Đông phương, ông cho thiết lập Ủy ban đặc trách việc tiếp xúc và kêu mời họ trở về "đoàn chiên duy nhất". Trong công cuộc Phục hưng, Gregorius đã đạt được nhiều thành công nhưng ông gặp thất bại trong công tác ngoại giáo chống Hồi giáo và Anh giáo. Ông cũng đã công bố cuốn Martyrologium (Hạnh các thánh tử đạo).

### Truyền giáo

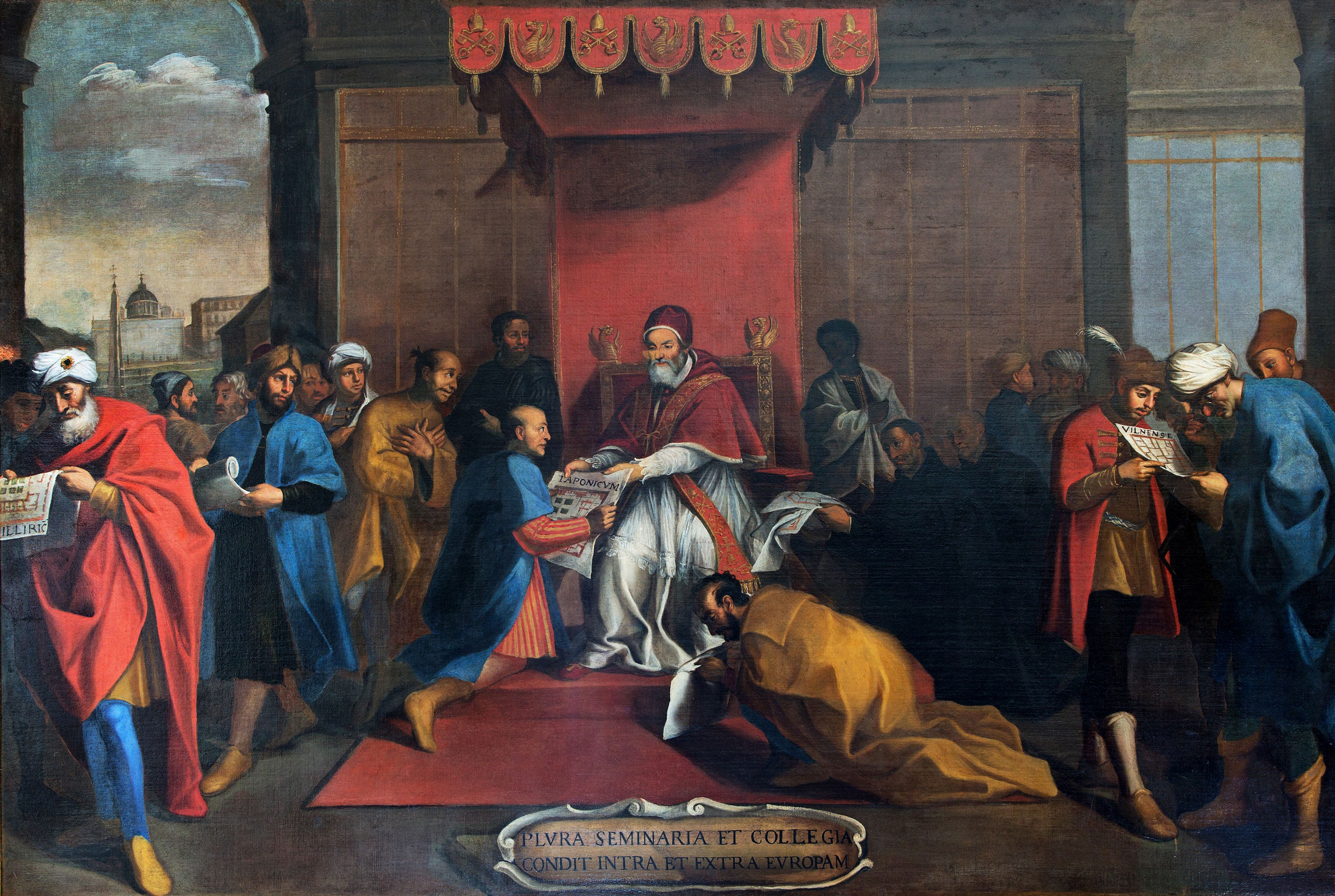
Các sứ thần Tenshō Nhật Bản do Ōtomo Sōrin dẫn đầu đến gặp mặt giáo hoàng Gregory XIII năm Thiên Chính thứ 12 (1585).

Năm 1576, Giáo hoàng Gregorius XIII cho thiết lập giáo phận Trung Hoa, gồm cả Nhật Bản và đàng ngoài Việt Nam, tòa Giám mục đặt ở Macao. Học viện tân tòng (dành riêng cho những người Do thái giáo và Hồi giáo trở lại). Ông tặng một khu nhà cho Collegium Romanum (học viện Rôma) do các tu sĩ Dòng Tên điều khiển.
Năm 1579, ông cử cha D.de Salazar dòng Đa minh làm Giám mục tiên khởi ở Philippin. Đặc biệt, tên tuổi của ông gắn liền với việc cải cách lịch chung thế giới. Ngày 24 tháng 2 năm 1582 (vẫn đang dùng lịch Julius), Đức Gregorio XIII sửa lại lịch cũ bằng cách bớt mười ngày của lịch cũ vào tháng 10 của năm đó, lấy ngày sau ngày thứ năm mùng 4 tháng 10, là ngày thứ sáu 15-10-1582, và thay đổi cách tính năm nhuận cho phù hợp với năm mặt trời, để mùa màng được chính xác. Lịch mới được gọi là Lịch Gregorius. Đấy cũng là công việc nằm trong chủ trương cải cách năm phụng vụ cho phù hợp với năm dân sự. Việc bổ túc cuốn Danh lục tử đạo (Martyrologe) được trao cho hồng y Sirleti thực hiện.

### Năm thánh 1575

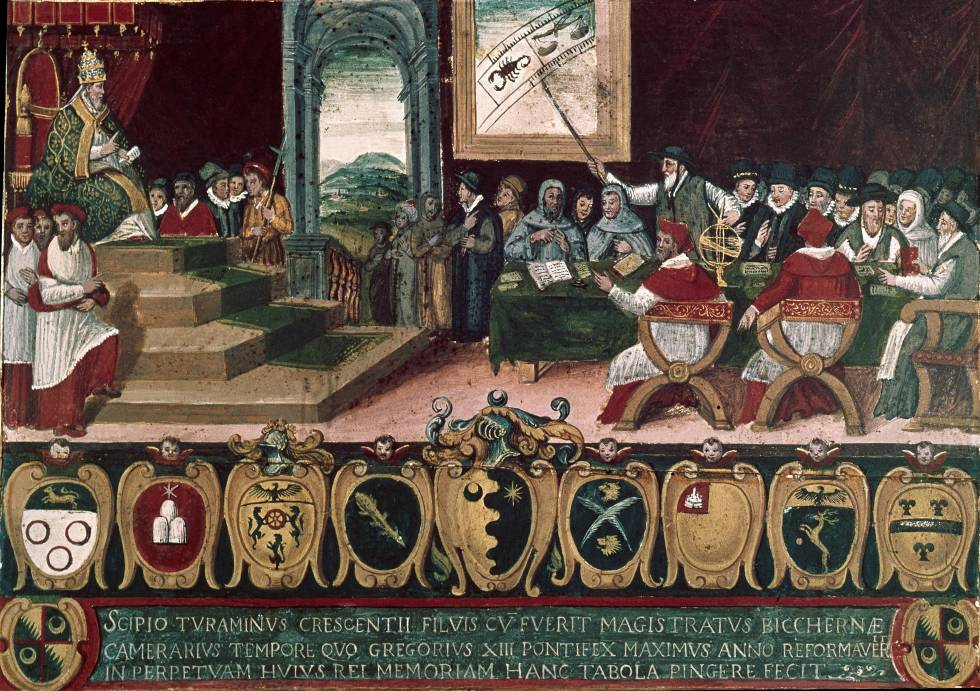
Gregory XIII trước ủy ban các học giả chịu trách nhiệm sắp xếp lại lịch mới (sau trở thành lịch Gregory)

Năm thánh 1575 được cử hành dưới triều Đức Grêgôry XIII (1572-1585). Đây là Năm Thánh đầu tiên được tổ chức sau Công đồng Trent (1543-1563) nhằm thực hiện các cải cách trong Giáo hội.
Kể từ 1573, Toà Thánh có lệnh cho các chủ quán trọ không được tăng giá. Một số con đường mới được làm để tạo điều kiện dễ dàng cho khách hành hương. Có trên 300.000 người từ khắp châu Âu về Rôma trong Năm Thánh 1575.
Ông xây dựng trên đồi Quirinal một cung điện cùng tên.
Ông đã bổ nhiệm làm hồng y trong cùng một đợt các hồng y ngày 12 tháng 12 năm 1583, tức các Giáo hoàng tương lai Urbanô VII, Grêgôriô XIV, Innôcentê IX và Lêô XI; tất cả các vị này đều có một triều đại rất ngắn.
Ông đã cử hành lễ Mi-sa trọng thể, kèm theo sự cảm tạ và vui chơi, để mừng cuộc tàn sát St-Barthélemy; thúc giục vua Philippe II khai chiến với nước Anh.
Chỉ Trích
Giáo hoàng Gregorius XIII, là người tán dương cuộc tàn sát đẫm máu những người theo đạo Tin Lành ở Paris trong ngày Lễ Bartholomew năm 1572.